# Rangel (Venezuela)
Rangel é um município da Venezuela localizado no estado de Mérida.
A capital do município é a cidade de Mucuchies.